# ارمینو دونس
ارمینو دونس (انگلیسی: Erminio Dones؛ ۱۴ آوریل ۱۸۸۷ – ۲۵ آوریل ۱۹۴۵) قایقران روئینگ اهل پادشاهی ایتالیا بود.
وی در مسابقات کشوری و بین‌المللی در مجموع برندهٔ ۲ مدال طلا، ۳ مدال نقره، ۳ مدال برنز شده‌است.